# Carljohan Eriksson
Carljohan Eriksson (Helsinki, 25 de abril de 1995) es un futbolista finlandés que juega en la demarcación de portero para el Sandefjord de la Eliteserien.

## Selección nacional
Tras jugar con la selección de fútbol sub-16 de Finlandia, la sub-17, la sub-18, la sub-19 y la sub-21, finalmente hizo su debut con la selección absoluta el 1 de septiembre de 2021 en un encuentro amistoso contra Gales que finalizó con un resultado de empate a cero.

## Clubes
| Club                  | País      | Año       | Partidos | Goles |
| --------------------- | --------- | --------- | -------- | ----- |
| Klubi 04              | Finlandia | 2012-2014 | 56       | 0     |
| PK-35 Vantaa (cedido) | Finlandia | 2014      | 2        | 0     |
| HJK Helsinki          | Finlandia | 2014      | 11       | 0     |
| HIFK Fotboll          | Finlandia | 2015-2017 | 66       | 0     |
| Jönköpings Södra IF   | Suecia    | 2018      | 6        | 0     |
| Mjällby AIF           | Suecia    | 2019-2021 | 73       | 0     |
| Dundee United F. C.   | Escocia   | 2022-2023 | 11       | 0     |
| F. C. Nordsjælland    | Dinamarca | 2023-2024 | 5        | 0     |
| Sarpsborg 08 FF       | Noruega   | 2024-2025 | 20       | 0     |
| Sandefjord (cedido)   | Noruega   | 2025-     |          |       |